# 목숨 건 연애
《목숨 건 연애》는 2016년에 개봉한 대한민국과 중국의 합작 영화이다.

## 캐스팅
- 하지원 : 한제인 역 (아역 : 이채미)
- 천정명 : 설록환 역 (아역 : 최로운)
- 진백림 : 제이슨 첸 역
- 오정세 : 허종구 역
- 윤소희 : 정유미 역
- 송채윤 : 변 작가 역
- 김원해 : 박 경장 역
- 정해균 : 지 사장 역
- 윤경호 : 경찰서장 / 노덕술 역
- 김희찬 : 의경 역
- 이다인 : 고등학생 한제인 역
- 조병규 : 고등학생 설록환 역
- 장다경 : 경호팀장 역 (우정출연)
- 박신혜 : 경호팀 역 (우정출연)
- 나혜진 : 국과수 후배 역 (우정출연)
- 하하 : 모니터 악당 역 (특별출연)